# USS Atlanta (CL-51)
Pour les autres navires du même nom, voir USS Atlanta.
L'USS Atlanta (CL-51) était un croiseur léger de la marine des États-Unis. Il était le navire de tête des bâtiments de la classe Atlanta (8 bâtiments au total). Construit par la Federal Shipbuilding and Drydock Company à Kearny dans le New Jersey, il est le premier navire de sa catégorie à afficher un déplacement de 6 000 tonnes. Il est le troisième navire de l'US Navy à porter le nom de la ville d'Atlanta en Géorgie. Conçu pour apporter une protection anti-aérienne aux groupements de forces de la marine américaine, il assura cette fonction au cours de la bataille de Midway et de la bataille des Salomon orientales.
La coque porte le code d'identification CL-51. Dans certains ouvrages, l’Atlanta est désigné sous le code CLAA-51 en raison de son armement d'origine et des missions pour lesquelles il avait été conçu. D'où le fait que l'ensemble des navires de la classe Atlanta fut parfois désigné sous l'appellation CLAA. Cependant, ses canons de 127 mm (5 pouces) étaient à double usage. Ils pouvaient ainsi être utilisés tant contre des cibles en surface que contre des avions. Ces canons étaient ainsi en mesure de tirer des obus anti-aériens, explosifs, ou anti-blindage. Par ailleurs, la classe Atlanta fut la seule classe de croiseurs de la marine américaine de la Seconde Guerre mondiale à posséder des tubes lance-torpilles.
Les navires de la classe Atlanta possédaient un blindage léger, ce qui en faisait de piètres bâtiments pour le combat de surface en comparaison des croiseurs légers de type classique. En termes d'armement, la classe Atlanta était plus proche des destroyers. En effet, elle était armée de canons de 5 pouces, là où un croiseur léger était généralement équipé de canons de 6 pouces, mais, du fait de la longueur supérieure à 500 pieds de ces bâtiments combinée aux 16 canons de 5 pouces (plus tard réduits à 12 sur les navires de cette classe), ces navires furent classés comme croiseur légers.
Les destroyers classiques de l'époque n'étaient armés que de cinq ou six canons de 5 pouces. En dépit d'être sous-blindés pour des croiseurs légers, les croiseurs de classe Atlanta avaient un blindage plus épais que les destroyers, qui étaient notoirement insuffisamment protégés.

## Construction et armement
La quille de l'Atlanta, premier navire de cette nouvelle classe, fut posée le 22 avril 1940, à Kearny, dans le New Jersey par la Federal Shipbuilding and Drydock Company. Le navire est parrainé par Madame John R. Marsh, plus connue sous le nom de Margareth Mitchell. Il fut mis en service le 24 décembre 1941 au New York Navy Yard sous les ordres du captain Samuel P. Jenkins.

### Armement

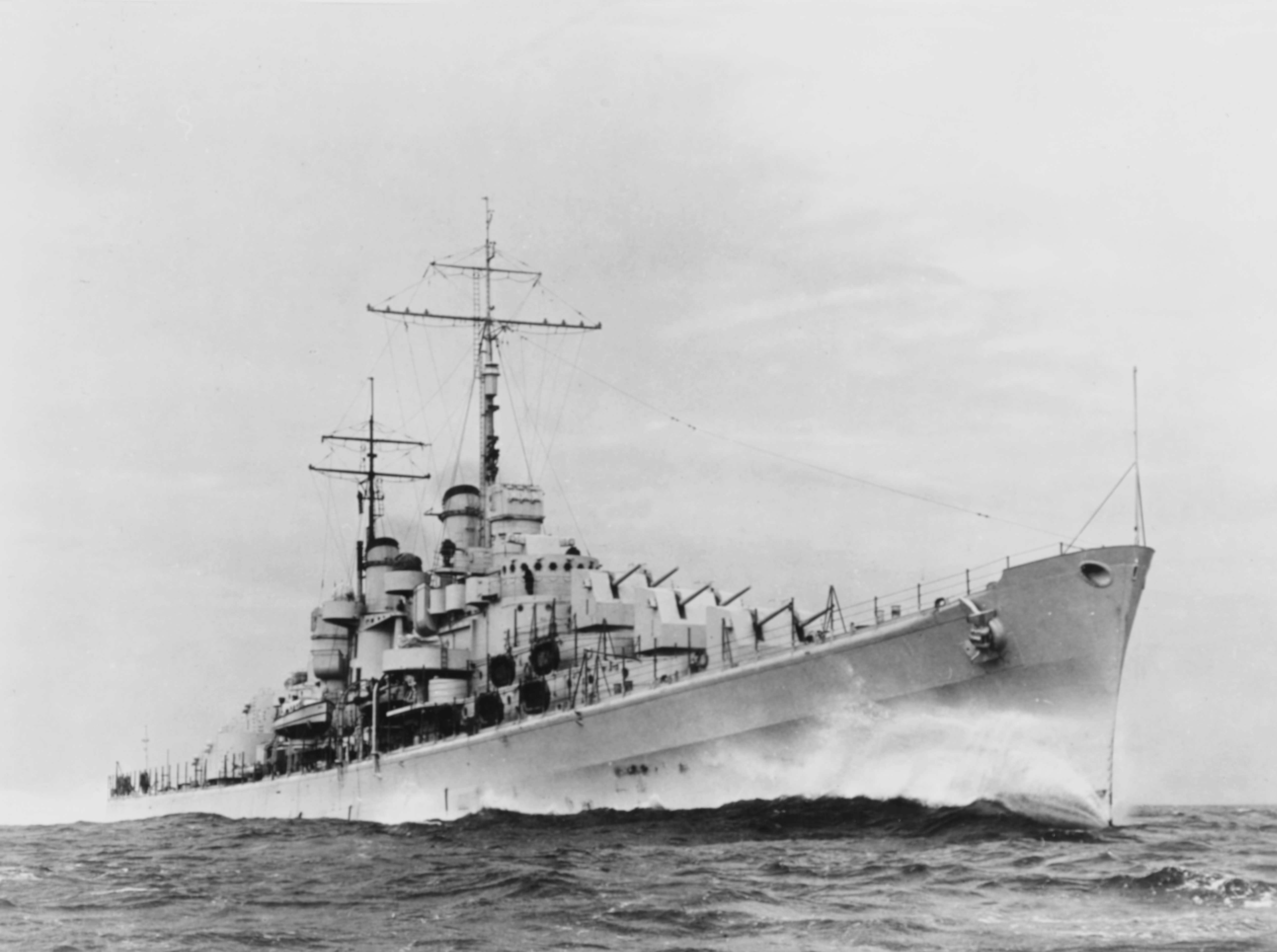
L' USS Atlanta(CL-51) à grande vitesse, probablement pendant ses essais, novembre 1941

L’Atlanta fut équipé de huit tourelles à double canon de 127 millimètres (5 po), placées dans une configuration unique : trois tourelles à l'avant et trois tourelles à l'arrière, montées en ligne, étagées l'une au-dessus de l'autre symétriquement de chaque côté du milieu de la superstructure. En outre, la batterie arrière disposait également d'une tourelle d'aile "intégrée" de chaque côté, pour un total de 16 canons de 127 millimètres (5 po). Les angles de tir des batteries avant et arrière se recoupaient sur un angle très limité, lui conférant un angle de 60° dans lequel le navire pouvait faire feu avec toutes ses armes par bordée (à l'exclusion des tourelles de l'aile). Du fait que l’Atlanta était en mesure de pointer ses canons ensemble seulement dans un angle aussi étroit, sa capacité à engager des cibles de surface s'avérait limitée. Ses angles de tir étaient en revanche parfaitement adaptés pour pointer ses canons contre des aéronefs, cependant, avec un minimum de six canons disponibles à partir de n'importe quel angle.

## Histoire et états de service
Après avoir été armé et équipé, l’Atlanta effectua des entraînements inauguraux jusqu'au 13 mars 1942 le long de la côte Atlantique, tout d'abord dans la Baie de Chesapeake puis dans la Baie de Casco dans le Maine, avant de retourner au New York Navy Yard pour des réparations et remises à niveau. Déclaré "apte au service éloigné" le 31 mars 1942, le croiseur prit la route du Canal de Panama en partant de New-York dès le 5 avril 1942. Il arriva à Cristobal le 8 avril. Après avoir traversé l'isthme, il quitta Balboa le 12 avril 1942 avec pour mission d'effectuer une reconnaissance de l'Île de Clipperton, un minuscule et stérile atoll à 670 milles (1 078,26048 km) au sud-ouest d'Acapulco, sur la route vers l'archipel des Îles Hawaï, à la recherche d'activités ennemies. N'en ayant décelé aucune, il poursuivit sa route jusqu'à Pearl Harbor qu'il atteignit le 23 avril.

### Bataille de Midway
Ponctuant son bref séjour dans les eaux hawaïennes par un exercice anti-aérien au large d'Oahu le 3 mai, l’Atlanta, en compagnie de l'USS McCall, fit route le 10 mai 1942 en mission d'escorte de l'USS Rainier et de l'USS Kaskaskia, à destination de Nouméa, Nouvelle-Calédonie. Une fois la mission accomplie, il rejoignit la Task Force 16 du vice-amiral William F. Halsey, constituée autour des porte-avions Hornet et Enterprise, alors qu'elle rentrait sur Pearl Harbor ayant été rappelée vers les eaux hawaïennes en réponse à une poussée offensive imminente des Japonais en direction de l'atoll de Midway. La TF 16 parvint à Pearl Harbor le 26 mai 1942.

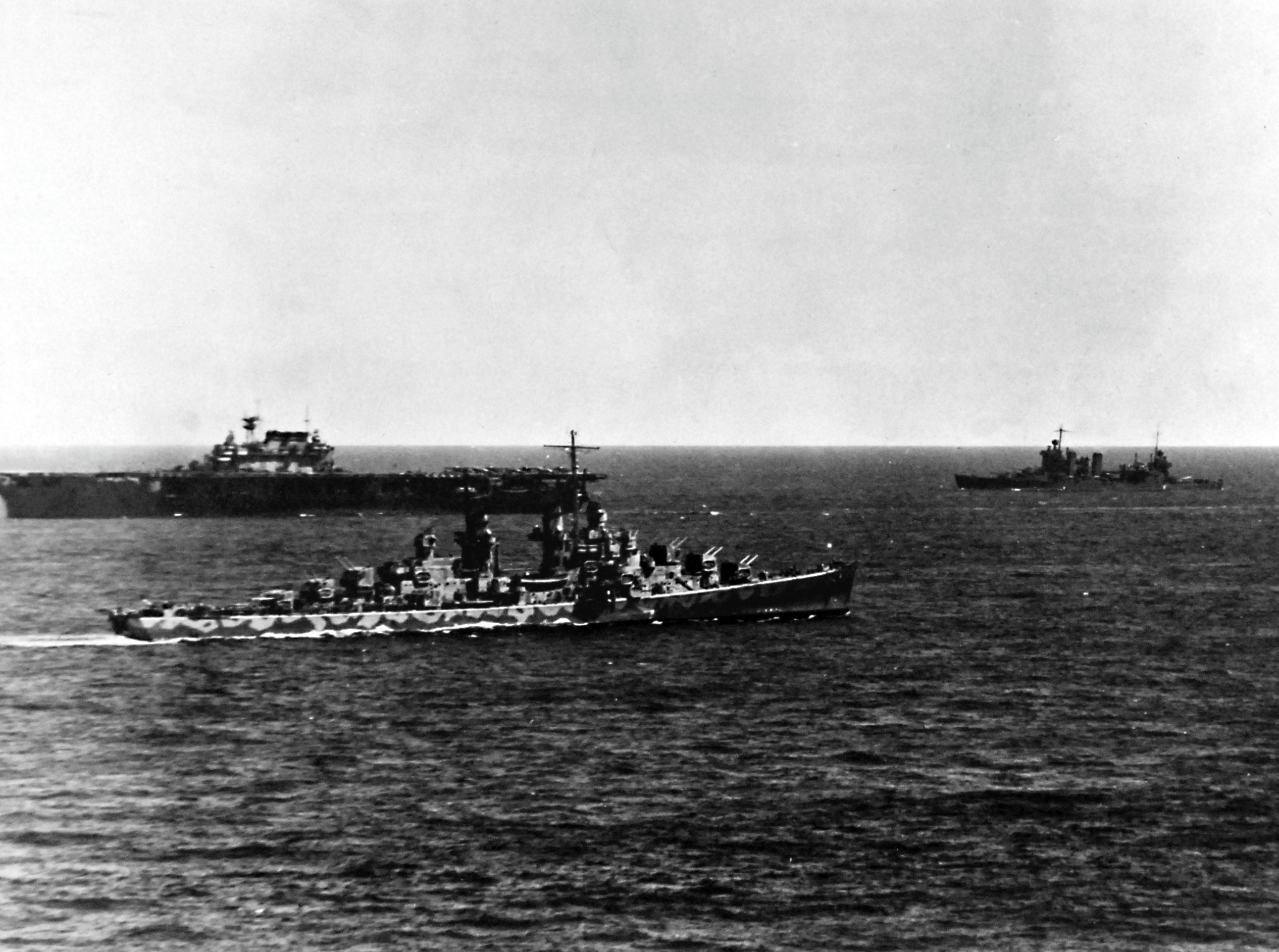
L' Atlanta avec derrière lui les USS Hornet (CV-8) et USS New Orleans (CA-32), 6 juin 1942.

L’Atlanta navigua à nouveau avec la TF 16 à partir du 28 mai. Au cours des jours qui suivirent, il participa à la protection des porte-avions alors qu’ils opéraient au nord-est de Midway en anticipation de l'arrivée de la flotte ennemie. Dès que les navires japonais furent signalés au sud-ouest au matin du 4 juin 1942, l’Atlanta se prépara au combat alors qu'il participait à la protection du Hornet. Les escadrilles des porte-avions américains recherchèrent les Japonais et durant toute la journée, des avions du Yorktown et de l'Enterprise infligèrent des dommages létaux à quatre porte-avions que les japonais ne furent jamais en mesure de remplacer. Les avions japonais quant à eux frappèrent à deux reprises la Task Force 17, qui supporta l'essentiel du poids de l'attaque ennemie. Au cours des jours qui suivirent la bataille de Midway, l’Atlanta est resté en protection de la TF 16 jusqu'au 11 juin, date à laquelle le groupe aéronaval reçut l'ordre de rentrer à Pearl Harbor.
Parvenu à destination le 13 juin, l’Atlanta, en dehors de brèves périodes d'entraînement antiaérien les 21, 25 et 26 juin, resta au port, en alerte à 24 heures, puis à 48 heures jusqu'en juillet 1942. Il fut mis en cale sèche le 1er et 2 juillet afin que sa coque soit récurée, nettoyée et repeinte. Le croiseur acheva sa remise à flot le 6 juillet 1942 puis reprit un agenda chargé d'exercices d'artillerie, contre des drones cibles, des cibles tractées à grande vitesse ou des bombardements contre des objectifs à terre dans la zone d'opération de Hawaï.
Le 15 juillet 1942, l’Atlanta, à nouveau au sein de la TF 16, fit route vers Tongatapu. Ayant jeté l'ancre à Nuku'alofa dans les îles Tonga le 24 juillet, il recompléta l'USS Maury en carburant avant de se ravitailler lui-même auprès du pétrolier Mobilube. Le croiseur léger poussa ensuite plus avant le même jour pour rejoindre la TF 16. Le 29 juillet, alors que les préparatifs battaient leur plein pour l'invasion de Guadalcanal, l’Atlanta fut affecté à la TF 61.
Assurant la protection des porte-avions alors qu'ils lançaient leurs attaques aériennes en appui des opérations de débarquement des 7 et 8 août 1942, l’Atlanta resta sur place jusqu'au retrait des porte-avions le 9 août. Dans les jours qui suivirent, il resta à la mer, effectuant les recomplètements lorsque c'était nécessaire, alors que le groupe opérationnels opérait dans les îles Salomon.

### Bataille des Salomon orientales

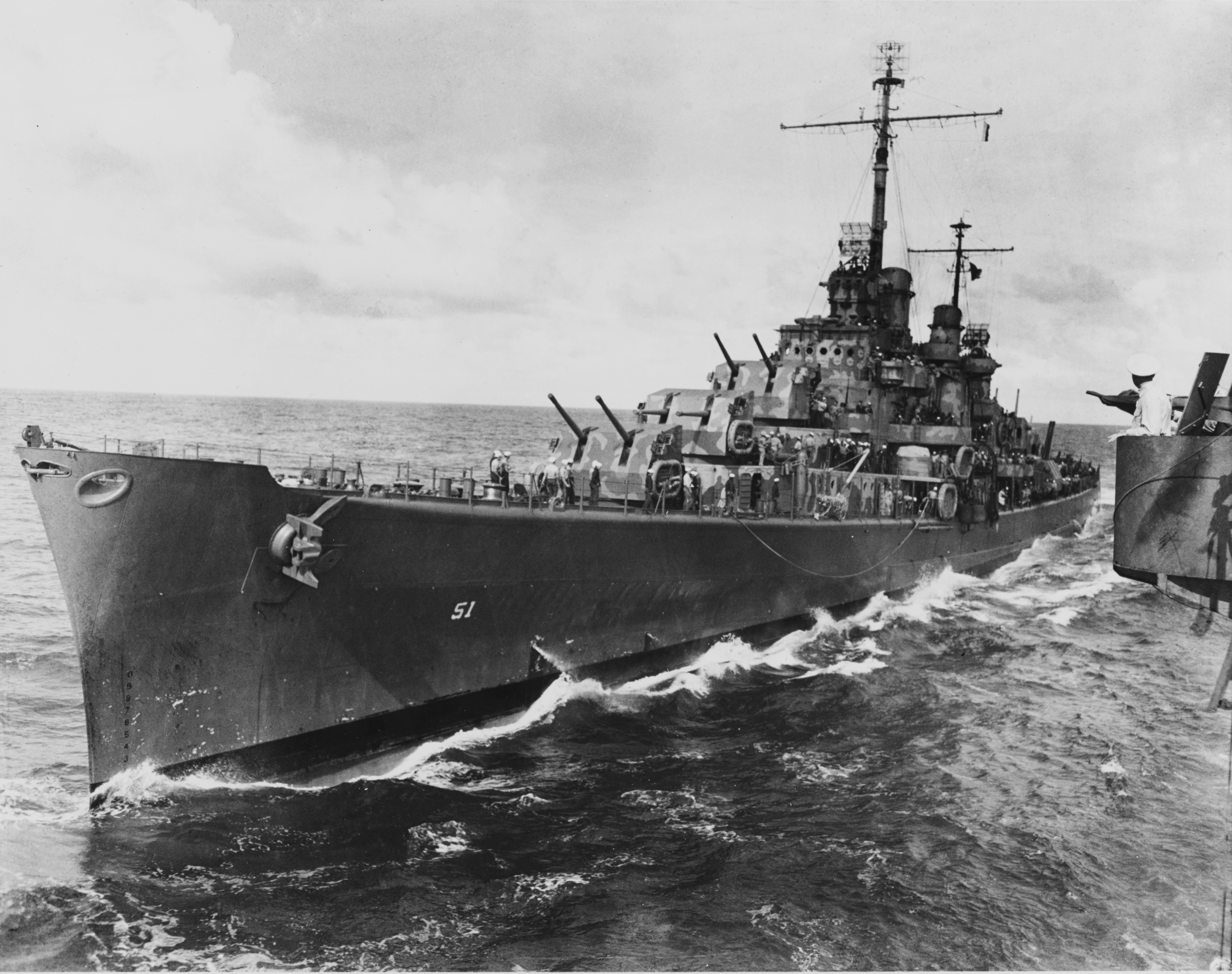
L' Atlanta près du, pour un ravitaillement, le 16 octobre 1942.

Alors que les Américains consolidaient leurs positions sur Guadalcanal, le besoin critique des renforts incita l'amiral japonais Yamamoto Isoroku à envoyer la flotte combinée vers le sud afin de couvrir un grand convoi de troupes. Des avions de reconnaissance américains parvinrent à repérer les forces japonaises dans la matinée du 23 août 1942. L'ennemi ayant été localisé au nord-ouest, l'Enterprise et le Saratoga lancèrent des avions de reconnaissance et d'attaque, mais ces derniers échouèrent à entrer en contact avec l'ennemi en raison de la détérioration des conditions météorologiques et du fait que les Japonais, sachant qu'ils avaient été repérés, rebroussèrent chemin.
Tout au long de la journée du 24 août 1942, l’Atlanta reçut des rapports de contact avec l'ennemi et participa à la protection de l'Enterprise alors que celui-ci lançait une escadrille d'attaque contre les porte-avions japonais. La détection d'un avion de reconnaissance ennemi à 13 h 28 envoya l'équipage de l’Atlanta aux postes de combat, où il resta plusieurs heures. À 15 h 30, le croiseur augmenta sa vitesse 20 nœuds (37,04 km/h) alors que la TF 16 se trouvait au nord-nord-ouest cherchant à se "rapprocher du groupe aéronaval ennemi signalé". À 16 h 37, alors que des avions non identifiés approchaient, l’Atlanta accéléra de nouveau à 25 nœuds (46,3 km/h). L'Enterprise lança ensuite une escadrille d'attaque peu de temps après, achevant la mise en place à 17 h 6.
Dans le même temps, les bombardiers et avions de combat du Shōkaku et du Zuikaku qui arrivaient incitèrent le groupe aéronaval américain à augmenter sa vitesse à 27 nœuds (50 km/h), peu de temps après que l'Enterprise eût terminé de lancer ses propres avions. Le raid japonais, estimé par le capitaine Jenkins à au moins 18 bombardiers en piqué Aichi D3A1 "Val", arriva par le nord-nord-ouest à 17 h 10. Au cours des onze minutes qui suivirent, l’Atlanta avec ses canons de 5 pouces (127 mm), 1,1 pouce (28 mm) et ses batteries de 20 mm contribua au barrage de protection de l'Enterprise, alors même que le croiseur léger s'efforçait de suivre les manœuvres et brusques changements de cap du porte-avions qui tentait d'éviter les bombardiers en piqué.
En dépit du barrage antiaérien très dense, le porte-avion fut touché à une reprise sur cinq coups tombés à proximité. Le capitaine Jenkins rapportera plus tard que son navire pourrait avoir abattu cinq appareils japonais.
Rattaché le lendemain à la Task Force 11 pour les opérations, l’Atlanta opéra au cours des quelques jours suivants avec cette force, qui fut rebaptisée Task Force 61 le 30 août 1942. Lorsque le sous-marin I-26 torpilla le porte-avion Saratoga le 31 août, le croiseur léger participa à la protection du navire amiral touché alors que l'Minneapolis le gréait d'une ligne de remorquage et commença à le tracter pour le mettre hors de danger. La force rejoignit finalement Tongatapu le 6 septembre 1942, le croiseur léger put se ravitailler, se réapprovisionner en carburant auprès de l'New Orleans et profiter d'une période d'entretien.
Ayant repris la mer le 13 septembre 1942, le croiseur léger escorta le Lassen et le Hammondsport le 15 septembre. À l'issue de cette opération, ayant accompagné ses protégés à bon port, dans la baie de la Dumbéa (en) en Nouvelle-Calédonie le 19, l’Atlanta se réapprovisionna en carburant, recompléta ses magasins et ses stocks de munitions, avant de repartir le 21 au sein du Task Group 66.4 (TG 66.4). Rattaché à la Task Force 17 à compter du 23 septembre, le croiseur léger fut détaché le jour suivant afin d'accompagner le Washington, les destroyers Walke et Benham à Tongatapu qu'ils atteignirent le 26 septembre 1942.
Reprenant la mer avec ces mêmes navires le 7 octobre, l’Atlanta escorta brièvement des navires de transport destinés à Guadalcanal entre le 11 et le 14 octobre, avant de faire escale à Espiritu Santo pour un recomplètement en carburant dans l'après-midi du 15. Affecté ensuite à la Task Force 64 du contre-amiral Willis A. Lee, le navire fit route le même jour après la tombée de la nuit pour reprendre les opérations de couverture des efforts en cours pour la sécurisation de Guadalcanal. retournant brièvement à Espiritu Santo pour un réapprovisionnement en carburant, le navire de guerre resta au large du Segond Channel (bras de mer séparant l'île d'Espiritu Santo et l'île d'Aore dans l'après-midi du 23 octobre.
Deux jours plus tard, avec une offensive de l'Armée japonaise ayant échoué à expulser les Américains de Guadalcanal, l'amiral Yamamoto décida d'envoyer la flotte combinée dans une tentative d'annihiler la force navale américaine qui appuyait obstinément les Marines. L’Atlanta opérait au sein de la TF 64, aux côtés de l'USS Washington, de l'USS San Francisco, de l'USS Helena et de deux destroyers lorsque les deux forces navales engagèrent le combat dans la bataille des îles Santa Cruz le 26 octobre 1942. Ce jour-là, l’Atlanta patrouillait sur les arrières du groupe de pétroliers-ravitailleurs en appui des deux groupes aéronavals américains. Le 27, lorsque le sous-marin I-15 attaqua la TF 64, la groupe naval manœuvra à grande vitesse afin de quitter la zone.
Au matin du 28, l’Atlanta prit à son bord le contre-amiral Norman Scott en provenance du San Francisco, devenant ainsi le navire amiral du Task Groupe 64.2. Après s'être réapprovisionné en carburant auprès du Washington, l’Atlanta, protégé par quatre destroyers, fit route au nord-ouest afin de bombarder des positions japonaises sur l'île de Guadalcanal. Ayant atteint les eaux au large de Lunga Point au matin du 30 octobre, il embarqua des officiers de liaison des Marines à 5 h 50 puis appareilla vers l'ouest, commençant le bombardement de Point Cruz (en) à 6 h 29, tandis que les destroyers formaient une colonne sur l'arrière. N'ayant provoqué aucune riposte, le TG 64.2 remplit sa mission puis retourna à Lunga Point où les officiers de liaison furent débarqués. Le navire, en compagnie de ses bâtiments de protection, mit ensuite le cap sur Espiritu Santo, où il arriva dans l'après-midi du 31 octobre

### Bataille navale de Guadalcanal

#### Escorte de convoi
L’Atlanta servit de navire amiral à l'amiral Scott alors que, accompagné de quatre destroyers, il servit d'escorte aux navires de transport Zeilin (en), Libra (en) et Betelgeuse (en) vers Guadalcanal. Le croiseur et ses destroyers restèrent en protection de ces navires alors qu'ils avaient jeté l'ancre au large de Lunga Point le 12 novembre pour débarquer des approvisionnements et des troupes.
À 9 h 5, le groupe naval reçut un renseignement signalant que neuf bombardiers et douze chasseurs étaient en approche à partir du nord-ouest et qu'il atteindrait la zone du groupe vers 9 h 30. Vers 9 h 20, l’Atlanta mena les trois navires auxiliaires vers le nord en colonne, avec les destroyers espacés en cercle autour d'eux. 15 minutes plus tard, neuf bombardiers en piqué Aichi D3A du Hiyō surgirent des nuages au-dessus de Henderson Field la piste d'aviation américaine de Guadalcanal. Les navires américains ouvrirent le feu peu après, dressant un barrage qui descendit "plusieurs" avions. Heureusement, aucune des cibles initiales de l'attaque, le Zeilin, le Libra et le Betelgeuse n'eut à subir plus que des dommages mineurs. Les trois cargos revinrent dans les eaux au large de Lunga Point dès la fin de l'attaque et poursuivirent leur mission de cargo et de débarquement de troupes.
Un petit peu plus d'une heure plus tard, à 10 h 50, l’Atlanta fut informé de l'arrivée d'un nouveau raid aérien japonais. 15 minutes plus tard l’Atlanta mena les trois navires auxiliaires vers le nord avec les destroyers en cercle autour de la formation. Les avions ennemis, 27 Mitsubishi G4M "Betty" en provenance de Rabaul, furent aperçus volant en direction de l'Ouest par le Nord, approchant du Cap Espérance en formation en "V" très lâche. Bien que les destroyers ouvrirent le feu, il s'avéra que les avions se trouvaient hors de portée et les navires cessèrent le feu. Les "Bettys", pour leur part, ignorèrent les navires et continuèrent à bombarder Henderson Field. Dès la disparition des avions, le Task Group 62.4 repris son débarquement au large de Lunga Point
Le 12 novembre, l'Atlanta se trouvait toujours au large de Lunga Point, surveillant le déchargement, au sein de la TF 67 sous les ordres du contre-amiral Daniel J. Callaghan qui se trouvait sur le San Francisco. Vers 13 h 10, l'Atlanta reçut une alerte concernant 25 avions ennemis en vol vers Guadalcanal, prévus d'arriver sur zone dans les 50 minutes suivantes. Le croiseur léger sonna le branle-bas de combat à 13 h 18 et reçut le signal de "se préparer à repousser l'attaque aérienne..."
En l'espace de six minutes, l'Atlanta et les autres navires de combat du groupe naval d'appui formèrent un écran autour du groupe de transport (TG 67.1) et les deux groupes firent mouvement vers le nord à 15 noeuds (28 km/h). Vers 14 h 10, les Américains aperçurent le l'arrivée du raid aérien, composé de ce qui s'avérait être 25 bombardiers bimoteurs ("Bettys") qui se divisèrent en deux groupes après avoir dépassé l'île de Florida, et s'approchèrent à des altitudes s'étirant de 25 à 50 pieds (8 à 15 m). Le Juneau ouvrit le feu à 14 h 12. L'Atlantafit de même une minute plus tard, exerçant ses canons sur les avions se dirigeant vers la brèche dans l'écran entre le San Francisco et le Buchanan. L'Atlanta revendiqua avoir abattu deux "Bettys", juste après qu'ils eurent lancé leur torpille, vers 14 h 15, trois minutes seulement avant la fin de l'attaque. Dès que le dernier avion japonais eut été abattu, le travail de déchargement des cargos et navires de transport reprit. L'un des "Betty", endommagé par les tirs antiaériens s'écrasa dans la superstructure du San Francisco, infligeant ainsi le seul dommage à l'ensemble de la force.

#### L'attaque de nuit
La fin brutale de l'attaque aérienne ne laissa à l'Atlanta et à ses collègues qu'un répit de courte durée, tandis que de nouveaux ennuis arrivaient d'une autre direction. Une force navale japonaise de surface, composée de deux cuirassés, un croiseur et six destroyers, fut détectée faisant route au sud vers Guadalcanal afin de bombarder Henderson Field. Le groupe d'appui de l'amiral Callaghan avait pour mission de "couvrir [les navires cargos et de transport] contre les attaques ennemies". le TG 67.4 partit de Lunga Point vers 18 h 0 et fit route vers l'est, à travers le Sealark Channel (en), couvrant le retrait du TG 67.1. Une heure avant minuit, les navires de Callaghan firent demi-tour et firent route vers l'ouest.
Le radar du Helena signala le premier contact à une distance 26 000 yards (13 milles marins (24,076 km)). Alors que la distance se réduisait, le radar de recherche de surface de l'Atlanta, suivi de ses radars de tir, accrochèrent un contact avec les navires ennemis.
Les ordres de l'amiral Callaghan pour un changement de cap causèrent presque aussitôt des problèmes, car l'Atlanta tourner sur babord immédiatement afin d'éviter une collision avec l'un des quatre destroyers présents dans le convoi, ce dernier ayant apparemment exécuté une manœuvre "navire bâbord" au lieu de "colonne bâbord". Alors que l'Atlanta débutait sa manœuvre pour reprendre sa place devant le San Francisco, les bâtiments japonais illuminèrent le croiseur léger et il en subit immédiatement les conséquences.
À 1 h 48, l'Akatsuki et le Hiei allumèrent des projecteurs et illuminèrent l'USS l'Atlanta à seulement 2 700 m, presque à bout portant pour l'artillerie navale du cuirassé. Plusieurs navires des deux camps ouvrirent simultanément le feu. L'entremêlement des formations entraîna une mêlée confuse et chaotique où les optiques et l'entraînement japonais au combat nocturne se révélèrent très efficaces. L''Atlanta tourna sa batterie principale pour tirer sur le destroyer ennemi, ouvrant le feu à une distance d'environ 1 600 yards (1 463 m) et avec au moins six navires américains dont les USS Laffey, O'Bannon, San Francisco, Portland et Helena concentrèrent leurs tirs sur l'Akatsuki du fait de ses projecteurs allumés. Le destroyer japonais fut touché à plusieurs reprises et coula en quelques minutes,. Tandis que deux destroyers japonais croisaient sa ligne, l'Atlanta engagea les deux avec ses canons de 5 pouces (127 mm) tandis que ses canons arrières continuaient de tirer sur les navires illuminés. Un assaillant supplémentaire non identifié ouvrit également le feu sur le croiseur léger à partir du nord-est.
Peut-être parce qu'il était le croiseur de tête de la formation américaine, l'USS l'Atlanta fut pris pour cible par plusieurs vaisseaux japonais dont le Nagara, l'Inazuma et l'Ikazuchi en plus de l'Akatsuki. Les obus causèrent de sévères dégâts et une torpille Type 93 détruisit la salle avant des machines par bâbord. L'Atlanta perdit toute propulsion en dehors des moteurs diesels auxiliaires, l'interruption du feu de ses canons et dut transférer la commande de direction vers la salle arrière des moteurs de direction. Le contre-amiral Scott fut tué ainsi qu'une grande partie des officiers présents sur la passerelle. Dans le même temps, l'Akatsuki quitta la zone des opérations et sombra peu après avec de lourdes pertes. Michiharu Shinya, officier en chef des torpilles, l'un des seuls survivants a été sauvé le jour suivant par les forces américaines et passa le reste de la guerre dans un camp de Prisonnier de guerre en Nouvelle-Zélande. Il déclara ainsi plus tard sans équivoque que l'Akatsuki fut incapable de tirer aucune torpille cette nuit avant d'être submergé par le feu des canons.
Peu après avoir été torpillé, en proie aux incendies, sans propulsion et incapable d'utiliser ses canons, l'USS Atlanta dériva hors de la zone alors que les navires japonais passaient à proximité. Ce faisant, il passa dans la ligne de tir de l'USS San Francisco qui lui tira involontairement dessus. L'Atlanta fut touché par environ 19 obus de 8 pouces (203,2 mm), lorsque le San Francisco, "dans l'urgence de la bataille, des ténèbres et du mélange confus de l'ami et de l'ennemi" lui tira dessus. Bien que presque tous les obus aient traversé la paroi mince du navire sans exploser, dispersant de la teinture verte, des fragments de leurs impacts tuèrent beaucoup d'hommes, y compris l'amiral Scott et des membres de leur état-major. L'Atlanta se préparait à riposter aux tirs de son nouvel assaillant, mais les propres flashs des canons du San Francisco découvrirent distinctement un "profil de coques non-japonais" qui engendra un suspension de ces efforts. Les obus du San Francisco qui passèrent à travers la superstructure de l'Atlanta, pourraient avoir été destinés à une cible japonaise au-delà du point de vue du San Francisco.

#### Le naufrage
L'USS Atlanta fut touché par 13 obus de 356 mm du Hiei et du Kirishima, 19 obus de 203 mm du San Francisco, une torpille Long lance de 610 mm et quelque 20 obus de 140 mm et 127 mm du Nagara et des destroyers Inazuma et Ikazuchi. 179 membres de l'équipage furent tués dans l'engagement et 79 autres blessés.
Endommagé trop sévèrement et malgré les efforts de l'équipage pendant la journée du 13 novembre, le commandant de l'USS Atlanta prit la décision de saborder son navire. L'équipage ayant été transbordé sur un navire de secours, L'USS Atlanta coula près de Lunga Point à 20 h le 13 novembre.
Une Medal of Honor fut attribuée à titre posthume à l'amiral Norman Scott (tué à bord de l'USS Atlanta).